# Volley League 2022-2023 (maschile)
La Volley League 2022-2023, 69ª edizione della massima serie del campionato greco di pallavolo maschile, si è svolta dal 22 ottobre 2022 al 28 aprile 2023: al torneo hanno partecipato dieci squadre di club greche e la vittoria finale è andata per la trentunesima volta all'Olympiakos.

## Regolamento

### Formula
La formula ha previsto:
- Regular season, disputata con girone all'italiana, con gare di andata e ritorno, per un totale di diciotto giornate: le prime quattro classificate hanno avuto accesso ai play-off scudetto, le squadre classificate al quinto e sesto posto hanno avuto accesso alla finale 5º posto, mentre le squadre classificate dal settimo al decimo posto hanno avuto accesso ai play-out;
- Play-off scudetto, strutturati con semifinali e finale, disputate al meglio di tre vittorie su cinque gare;
- Finale 5º posto, strutturato in una sfida ad eliminazione diretta giocata al meglio di due vittorie su tre gare;
- Play-out, disputati con girone all'italiana, con gare di andata e ritorno, per un totale di sei giornate con le squadre che hanno mantenuto i punti conquistati nella regular season: le ultime due classificate sono state retrocesse in Pre League. Questa fase si è disputata fintanto che le ultime due squadre in classifica hanno avuto un distacco dalla seconda tale da non rendere ininfluenti le partite successive.

### Criteri di classifica
Se il risultato finale è stato di 3-0 o 3-1 sono stati assegnati 3 punti alla squadra vincente e 0 a quella sconfitta, se il risultato finale è stato di 3-2 sono stati assegnati 2 punti alla squadra vincente e 1 a quella sconfitta.
L'ordine del posizionamento in classifica è stato definito in base a:
- Punti;
- Numero di partite vinte negli scontri diretti;
- Ratio dei set vinti/persi negli scontri diretti;
- Numero di partite vinte;
- Ratio dei set vinti/persi;
- Ratio dei punti realizzati/subiti[2]

## Squadre partecipanti
Hanno partecipato al campionato dieci squadre di club: il Pīgasos Polichnīs e l'Aristotelīs Skydras hanno ottenuto la promozione dalla Pre League 2021-2022 in quanto vincitore e secondo classificato, mentre l'Athlos Orestiadas, terzo classificato, ha ottenuto la promozione dopo la vittoria nello Spareggio promozione-retrocessione.
| Club                | Stagione | Città      | Impianto                                         | Stagione precedente                                             |
| ------------------- | -------- | ---------- | ------------------------------------------------ | --------------------------------------------------------------- |
| Aristotelīs Skydras | dettagli | Skydra     | Gymnastīrio Kalyviōn Pellas                      | 2ª in Pre League                                                |
| Athlos Orestiadas   | dettagli | Orestiada  | Kleisto Gymnastīrio Orestiadas Nikolaos Samaras  | 3ª in Pre League; vincitrice spareggio promozione-retrocessione |
| Foinikas Syro       | dettagli | Siro       | Kleisto Gymnastīrio Ermoupolīs Dīmītrios Vikelas | 3ª in Volley League                                             |
| Kīfisia             | dettagli | Kifisià    | Kleisto Dīmotiko Stadio Iōannīs Zīrinīs          | 6ª in Volley League                                             |
| Milōn               | dettagli | Nea Smyrnī | Gymnastīrio Milōna Kroisos Persīs                | 5ª in Volley League                                             |
| OFĪ Creta           | dettagli | Candia     | Gymnastīrio Vardinogianneio Athlītiko Kentro     | 7ª in Volley League                                             |
| Olympiakos          | dettagli | Il Pireo   | Melina Merkourī Hall                             | 2ª in Volley League                                             |
| Panathīnaïkos       | dettagli | Atene      | Kleisto Gymnastīrio Agiou Thōma                  | Campione di Grecia                                              |
| PAOK                | dettagli | Salonicco  | PAOK Sports Arena                                | 4ª in Volley League                                             |
| Pīgasos Polichnīs   | dettagli | Polichni   | DAK Polichnīs Alexandros Nikoladīs               | 1ª in Pre League                                                |

## Torneo

### Regular season

#### Risultati
| Prima giornata |                                   |     |                     |
|                |                                   |     |                     |
| 22-10          | Kīfisia - Aristotelīs Skydras     | 3-0 | 26-24, 25-17, 25-11 |
| 22-10          | Foinikas Syro - Athlos Orestiadas | 3-0 | 25-16, 25-17, 25-16 |
| 22-10          | PAOK - Pīgasos Polichnīs          | 3-0 | 25-18, 25-22, 25-13 |
| 23-10          | OFĪ Creta - Panathīnaïkos         | 0-3 | 19-25, 16-25, 19-25 |
| 24-10          | Milōn - Olympiakos                | 0-3 | 22-25, 22-25, 22-25 |

| Seconda giornata |                                         |     |                                   |
|                  |                                         |     |                                   |
| 29-10            | Kīfisia - OFĪ Creta                     | 3-0 | 25-22, 25-23, 25-16               |
| 29-10            | Panathīnaïkos - PAOK                    | 3-1 | 31-29, 23-25, 25-21, 28-26        |
| 29-10            | Pīgasos Polichnīs - Milōn               | 0-3 | 17-25, 19-25, 21-25               |
| 29-10            | Olympiakos - Foinikas Syro              | 3-0 | 25-15, 25-18, 31-29               |
| 30-10            | Aristotelīs Skydras - Athlos Orestiadas | 3-2 | 25-20, 16-25, 25-27, 27-25, 15-10 |

| Terza giornata |                                   |     |                                  |
|                |                                   |     |                                  |
| 05-11          | Athlos Orestiadas - Olympiakos    | 2-3 | 25-22, 24-26, 15-25, 25-19, 9-15 |
| 05-11          | PAOK - Kīfisia                    | 3-0 | 25-20, 29-27, 25-15              |
| 05-11          | Foinikas Syro - Pīgasos Polichnīs | 3-0 | 25-21, 25-18, 25-20              |
| 05-11          | Milōn - Panathīnaïkos             | 3-0 | 25-18, 25-22, 25-18              |
| 06-11          | OFĪ Creta - Aristotelīs Skydras   | 3-0 | 25-23, 25-15, 25-22              |

| Quarta giornata |                                       |     |                                   |
|                 |                                       |     |                                   |
| 11-11           | Aristotelīs Skydras - Olympiakos      | 0-3 | 18-25, 19-25, 20-25               |
| 12-11           | OFĪ Creta - PAOK                      | 1-3 | 18-25, 19-25, 25-20, 13-25        |
| 12-11           | Panathīnaïkos - Foinikas Syro         | 3-2 | 25-23, 22-25, 19-25, 25-11, 15-5  |
| 12-11           | Kīfisia - Milōn                       | 3-2 | 25-23, 25-21, 20-25, 20-25, 21-19 |
| 13-11           | Pīgasos Polichnīs - Athlos Orestiadas | 3-0 | 25-22, 27-25, 25-17               |

| Quinta giornata |                                   |     |                                   |
|                 |                                   |     |                                   |
| 19-11           | Olympiakos - Pīgasos Polichnīs    | 3-0 | 27-25, 25-20, 25-16               |
| 19-11           | PAOK - Aristotelīs Skydras        | 3-0 | 25-13, 25-20, 25-19               |
| 19-11           | Athlos Orestiadas - Panathīnaïkos | 2-3 | 25-20, 16-25, 17-25, 25-22, 12-15 |
| 19-11           | Milōn - OFĪ Creta                 | 3-1 | 25-23, 27-25, 23-25, 25-18        |
| 20-11           | Foinikas Syro - Kīfisia           | 2-3 | 25-21, 19-25, 23-25, 29-27, 10-15 |

| Sesta giornata |                                         |     |                                   |
|                |                                         |     |                                   |
| 27-11          | Aristotelīs Skydras - Pīgasos Polichnīs | 2-3 | 20-25, 17-25, 25-22, 25-17, 8-15  |
| 26-11          | Panathīnaïkos - Olympiakos              | 3-2 | 22-25, 24-26, 25-22, 25-22, 15-10 |
| 26-11          | Kīfisia - Athlos Orestiadas             | 2-3 | 25-21, 19-25, 18-25, 25-22, 14-16 |
| 26-11          | PAOK - Milōn                            | 3-0 | 25-23, 25-18, 25-15               |
| 27-11          | OFĪ Creta - Foinikas Syro               | 0-3 | 22-25, 17-25, 21-25               |

| Settima giornata |                                   |     |                                   |
|                  |                                   |     |                                   |
| 10-12            | Foinikas Syro - PAOK              | 1-3 | 27-25, 23-25, 17-25, 21-25        |
| 10-12            | Pīgasos Polichnīs - Panathīnaïkos | 3-2 | 22-25, 25-18, 25-27, 25-21, 17-15 |
| 10-12            | Olympiakos - Kīfisia              | 3-0 | 25-21, 25-19, 25-18               |
| 11-12            | Athlos Orestiadas - OFĪ Creta     | 3-1 | 25-18, 25-17, 26-28, 25-17        |
| 10-12            | Milōn - Aristotelīs Skydras       | 3-1 | 20-25, 25-12, 25-13, 25-15        |

| Ottava giornata |                                     |     |                                   |
|                 |                                     |     |                                   |
| 17-12           | Milōn - Foinikas Syro               | 3-0 | 25-20, 25-17, 25-19               |
| 17-12           | OFĪ Creta - Olympiakos              | 1-3 | 25-21, 21-25, 13-25, 13-25        |
| 17-12           | Kīfisia - Pīgasos Polichnīs         | 3-2 | 25-19, 26-28, 25-21, 23-25, 15-13 |
| 17-12           | Aristotelīs Skydras - Panathīnaïkos | 0-3 | 21-25, 18-25, 21-25               |
| 17-12           | PAOK - Athlos Orestiadas            | 3-0 | 25-16, 25-17, 25-13               |

| Nona giornata |                                     |     |                                   |
|               |                                     |     |                                   |
| 21-12         | Pīgasos Polichnīs - OFĪ Creta       | 3-0 | 25-19, 25-17, 26-24               |
| 21-12         | Foinikas Syro - Aristotelīs Skydras | 3-0 | 25-23, 25-21, 25-16               |
| 21-12         | Athlos Orestiadas - Milōn           | 1-3 | 15-25, 25-21, 20-25, 20-25        |
| 21-12         | Olympiakos - PAOK                   | 3-1 | 25-21, 25-14, 23-25, 25-22        |
| 21-12         | Panathīnaïkos - Kīfisia             | 3-2 | 23-25, 25-19, 17-25, 25-15, 19-17 |

| Decima giornata |                                   |     |                     |
|                 |                                   |     |                     |
| 06-01           | Olympiakos - Milōn                | 3-0 | 25-16, 25-22, 26-24 |
| 07-01           | Panathīnaïkos - OFĪ Creta         | 3-0 | 25-17, 25-12, 25-21 |
| 07-01           | Athlos Orestiadas - Foinikas Syro | 0-3 | 26-28, 21-25, 23-25 |
| 07-01           | Pīgasos Polichnīs - PAOK          | 0-3 | 17-25, 20-25, 18-25 |
| 08-01           | Aristotelīs Skydras - Kīfisia     | 0-3 | 18-25, 18-25, 16-25 |

| Undicesima giornata |                                         |     |                                   |
|                     |                                         |     |                                   |
| 14-01               | Athlos Orestiadas - Aristotelīs Skydras | 3-0 | 25-17, 25-21, 25-19               |
| 14-01               | Foinikas Syro - Olympiakos              | 2-3 | 16-25, 25-19, 25-20, 21-25, 13-15 |
| 14-01               | Milōn - Pīgasos Polichnīs               | 3-0 | 25-20, 25-22, 25-16               |
| 14-01               | PAOK - Panathīnaïkos                    | 1-3 | 18-25, 25-16, 24-26, 34-36        |
| 15-01               | OFĪ Creta - Kīfisia                     | 0-3 | 12-25, 21-25, 13-25               |

| Dodicesima giornata |                                   |     |                            |
|                     |                                   |     |                            |
| 28-01               | Pīgasos Polichnīs - Foinikas Syro | 0-3 | 16-25, 14-25, 22-25        |
| 28-01               | Aristotelīs Skydras - OFĪ Creta   | 0-3 | 23-25, 21-25, 15-25        |
| 28-01               | Kīfisia - PAOK                    | 0-3 | 23-25, 21-25, 17-25        |
| 29-01               | Panathīnaïkos - Milōn             | 3-1 | 22-25, 25-20, 25-20, 25-22 |
| 30-01               | Olympiakos - Athlos Orestiadas    | 3-1 | 25-19, 21-25, 25-21, 25-20 |

| Tredicesima giornata |                                       |     |                                   |
|                      |                                       |     |                                   |
| 04-02                | Foinikas Syro - Panathīnaïkos         | 3-0 | 26-24, 25-13, 27-25               |
| 04-02                | Milōn - Kīfisia                       | 3-1 | 25-20, 25-23, 13-25, 25-15        |
| 04-02                | Olympiakos - Aristotelīs Skydras      | 3-0 | 25-16, 25-18, 25-21               |
| 05-02                | PAOK - OFĪ Creta                      | 3-0 | 25-13, 25-12, 25-11               |
| 05-02                | Athlos Orestiadas - Pīgasos Polichnīs | 2-3 | 25-27, 21-25, 25-20, 25-23, 10-15 |

| Quattordicesima giornata |                                   |     |                            |
|                          |                                   |     |                            |
| 11-02                    | Kīfisia - Foinikas Syro           | 3-0 | 25-15, 25-23, 25-18        |
| 11-02                    | Panathīnaïkos - Athlos Orestiadas | 3-0 | 25-22, 25-22, 25-16        |
| 10-02                    | Pīgasos Polichnīs - Olympiakos    | 0-3 | 22-25, 19-25, 20-25        |
| 12-02                    | OFĪ Creta - Milōn                 | 1-3 | 21-25, 17-25, 25-23, 22-25 |
| 12-02                    | Aristotelīs Skydras - PAOK        | 0-3 | 16-25, 13-25, 21-25        |

| Quindicesima giornata |                                         |     |                                   |
|                       |                                         |     |                                   |
| 18-02                 | Olympiakos - Panathīnaïkos              | 3-2 | 25-23, 26-24, 16-25, 19-25, 15-10 |
| 18-02                 | Athlos Orestiadas - Kīfisia             | 3-2 | 22-25, 18-25, 25-21, 25-17, 15-11 |
| 18-02                 | Foinikas Syro - OFĪ Creta               | 3-0 | 25-21, 25-20, 25-19               |
| 18-02                 | Milōn - PAOK                            | 0-3 | 15-25, 23-25, 20-25               |
| 19-02                 | Pīgasos Polichnīs - Aristotelīs Skydras | 3-2 | 32-30, 25-27, 25-19, 22-25, 15-12 |

| Sedicesima giornata |                                   |     |                            |
|                     |                                   |     |                            |
| 24-02               | Aristotelīs Skydras - Milōn       | 0-3 | 25-27, 26-28, 16-25        |
| 25-02               | PAOK - Foinikas Syro              | 3-1 | 25-23, 20-25, 25-13, 25-20 |
| 25-02               | Kīfisia - Olympiakos              | 1-3 | 25-23, 15-25, 18-25, 25-27 |
| 25-02               | Panathīnaïkos - Pīgasos Polichnīs | 3-0 | 25-19, 25-20, 25-22        |
| 26-02               | OFĪ Creta - Athlos Orestiadas     | 3-0 | 25-21, 25-20, 25-19        |

| Diciassettesima giornata |                                     |     |                                   |
|                          |                                     |     |                                   |
| 04-03                    | Foinikas Syro - Milōn               | 1-3 | 22-25, 22-25, 25-16, 23-25        |
| 04-03                    | Panathīnaïkos - Aristotelīs Skydras | 3-1 | 17-25, 25-14, 25-19, 25-12        |
| 04-03                    | Pīgasos Polichnīs - Kīfisia         | 3-2 | 25-20, 20-25, 16-25, 32-30, 15-11 |
| 05-03                    | Athlos Orestiadas - PAOK            | 0-3 | 23-25, 12-25, 21-25               |
| 08-03                    | Olympiakos - OFĪ Creta              | 3-0 | 25-18, 25-17, 25-20               |

| Diciottesima giornata |                                     |     |                            |
|                       |                                     |     |                            |
| 12-03                 | OFĪ Creta - Pīgasos Polichnīs       | 1-3 | 23-25, 23-25, 25-22, 18-25 |
| 12-03                 | Kīfisia - Panathīnaïkos             | 0-3 | 18-25, 18-25, 11-25        |
| 12-03                 | Aristotelīs Skydras - Foinikas Syro | 1-3 | 20-25, 17-25, 25-20, 25-27 |
| 12-03                 | Milōn - Athlos Orestiadas           | 3-0 | 25-23, 25-23, 25-20        |
| 18-03                 | PAOK - Olympiakos                   | 3-0 | 25-11, 25-18, 25-22        |

#### Classifica
| Pos. | Squadra             | Pt | G  | V  | P  | SV | SP | Ratio | PF    | PS    | Ratio |
| ---- | ------------------- | -- | -- | -- | -- | -- | -- | ----- | ----- | ----- | ----- |
| 1.   | Olympiakos          | 46 | 18 | 16 | 2  | 50 | 16 | 3,125 | 1 542 | 1 350 | 1,142 |
| 2.   | PAOK                | 45 | 18 | 15 | 3  | 48 | 12 | 4,000 | 1 478 | 1 188 | 1,244 |
| 3.   | Panathīnaïkos       | 40 | 18 | 14 | 4  | 46 | 24 | 1,917 | 1 615 | 1 449 | 1,115 |
| 4.   | Milōn               | 37 | 18 | 12 | 6  | 39 | 24 | 1,625 | 1 465 | 1 367 | 1,072 |
| 5.   | Foinikas Syro       | 30 | 18 | 9  | 9  | 36 | 28 | 1,286 | 1 433 | 1 399 | 1,024 |
| 6.   | Kīfisia             | 25 | 18 | 8  | 10 | 34 | 36 | 0,944 | 1 520 | 1 515 | 1,003 |
| 7.   | Pīgasos Polichnīs   | 20 | 18 | 8  | 10 | 26 | 41 | 0,634 | 1 428 | 1 535 | 0,930 |
| 8.   | Athlos Orestiadas   | 14 | 18 | 4  | 14 | 22 | 47 | 0,468 | 1 432 | 1 566 | 0,914 |
| 9.   | OFĪ Creta           | 9  | 18 | 3  | 15 | 15 | 45 | 0,333 | 1 199 | 1 442 | 0,831 |
| 10.  | Aristotelīs Skydras | 4  | 18 | 1  | 17 | 10 | 53 | 0,189 | 1 219 | 1 520 | 0,802 |

      Qualificata ai play-off scudetto.
      Qualificata alla finale 5º posto.
      Qualificata ai play-out.

### Play-off scudetto

#### Tabellone
|  | Semifinali | Semifinali    | Semifinali | Semifinali | Semifinali | Semifinali | Semifinali |            |   | Finale | Finale | Finale | Finale | Finale | Finale | Finale |  |
|  |            |               |            |            |            |            |            |            |   |        |        |        |        |        |        |        |  |
|  | 1          | Olympiakos    | 3          | 3          | 3          |            |            |            |   |        |        |        |        |        |        |        |  |
|  | 1          | Olympiakos    | 3          | 3          | 3          |            |            |            |   |        |        |        |        |        |        |        |  |
|  | 4          | Milōn         | 0          | 1          | 0          |            |            |            |   |        |        |        |        |        |        |        |  |
|  | 4          | Milōn         | 0          | 1          | 0          |            | 1          | Olympiakos | 3 | 2      | 3      | 3      |        |        |        |        |  |
|  |            |               |            |            |            |            |            | Olympiakos | 3 | 2      | 3      | 3      |        |        |        |        |  |
|  |            |               | 2          | PAOK       | 1          | 3          | 2          | 0          |   |        |        |        |        |        |        |        |  |
|  | 2          | PAOK          | 2          | PAOK       | 1          | 3          | 2          | 0          | 3 | 3      | 3      |        |        |        |        |        |  |
|  | 2          | PAOK          |            |            |            |            |            |            |   |        |        |        |        |        |        |        |  |
|  | 3          | Panathīnaïkos | 0          | 2          | 0          |            |            |            |   |        |        |        |        |        |        |        |  |

#### Risultati

##### Semifinali
| Gara 1 |                      |     |                     |
|        |                      |     |                     |
| 22-03  | Olympiakos - Milōn   | 3-0 | 25-13, 25-23, 25-20 |
| 22-03  | PAOK - Panathīnaïkos | 3-0 | 25-20, 25-16, 25-22 |

| Gara 2 |                      |     |                                   |
|        |                      |     |                                   |
| 25-03  | Panathīnaïkos - PAOK | 2-3 | 12-25, 25-16, 25-23, 21-25, 13-15 |
| 25-03  | Milōn - Olympiakos   | 1-3 | 25-19, 20-25, 19-25, 18-25        |

| Gara 3 |                      |     |                     |
|        |                      |     |                     |
| 05-04  | Olympiakos - Milōn   | 3-0 | 25-20, 25-18, 29-27 |
| 05-04  | PAOK - Panathīnaïkos | 3-0 | 25-23, 25-18, 25-21 |

##### Finale
| Gara 1 |                   |     |                            |
|        |                   |     |                            |
| 18-04  | Olympiakos - PAOK | 3-1 | 20-25, 25-17, 25-19, 25-21 |

| Gara 2 |                   |     |                                   |
|        |                   |     |                                   |
| 22-04  | PAOK - Olympiakos | 3-2 | 26-24, 22-25, 25-18, 21-25, 15-12 |

| Gara 3 |                   |     |                                   |
|        |                   |     |                                   |
| 25-04  | Olympiakos - PAOK | 3-2 | 32-34, 20-25, 25-21, 25-21, 15-11 |

| Gara 4 |                   |     |                     |
|        |                   |     |                     |
| 28-04  | PAOK - Olympiakos | 0-3 | 18-25, 16-25, 14-25 |

### Finale 5º posto

#### Tabellone
|  | Finale 5º posto |               |   |   |   |  |
|  |                 |               |   |   |   |  |
|  | 5               | Foinikas Syro | 0 | 3 | 0 |  |
|  | 5               | Foinikas Syro | 0 | 3 | 0 |  |
|  | 6               | Kīfisia       | 3 | 1 | 3 |  |

#### Risultati
| Gara 1 |                         |     |                     |
|        |                         |     |                     |
| 23-03  | Foinikas Syro - Kīfisia | 0-3 | 19-25, 23-25, 26-28 |

| Gara 2 |                         |     |                            |
|        |                         |     |                            |
| 26-03  | Kīfisia - Foinikas Syro | 1-3 | 25-18, 13-25, 17-25, 14-25 |

| Gara 3 |                         |     |                     |
|        |                         |     |                     |
| 30-03  | Foinikas Syro - Kīfisia | 0-3 | 26-28, 26-28, 24-26 |

### Play-out

#### Risultati
| Prima giornata |                                         |     |                     |
|                |                                         |     |                     |
| 25-03          | Pīgasos Polichnīs - Aristotelīs Skydras | 3-0 | 25-23, 25-19, 25-21 |
| 25-03          | Athlos Orestiadas - OFĪ Creta           | 3-0 | 25-16, 25-23, 25-19 |

| Seconda giornata |                                         |     |                     |
|                  |                                         |     |                     |
| 02-04            | OFĪ Creta - Pīgasos Polichnīs           | 3-0 | 25-15, 25-17, 27-25 |
| 02-04            | Aristotelīs Skydras - Athlos Orestiadas | 0-3 | 24-26, 23-25, 19-25 |

| Terza giornata |                                       |     |                            |
|                |                                       |     |                            |
| 08-04          | OFĪ Creta - Aristotelīs Skydras       | 3-1 | 25-17, 25-17, 22-25, 25-22 |
| 08-04          | Pīgasos Polichnīs - Athlos Orestiadas | 3-1 | 25-19, 21-25, 25-19, 25-19 |

| Quarta giornata |                                         |     |                                  |
|                 |                                         |     |                                  |
| 12-04           | Aristotelīs Skydras - Pīgasos Polichnīs | 2-3 | 22-25, 25-20, 25-23, 20-25, 9-15 |
| 13-04           | OFĪ Creta - Athlos Orestiadas           | 3-0 | 25-18, 25-18, 25-20              |

| Quinta giornata |                                         |     |                            |
|                 |                                         |     |                            |
| 24-04           | Pīgasos Polichnīs - OFĪ Creta           | 3-1 | 25-19, 25-18, 22-25, 29-27 |
| 22-04           | Athlos Orestiadas - Aristotelīs Skydras | 3-0 | 25-15, 29-27, 25-15        |

| Sesta giornata |                                       |   |  |
|                |                                       |   |  |
| 29-04          | Aristotelīs Skydras - OFĪ Creta       | - |  |
| 29-04          | Athlos Orestiadas - Pīgasos Polichnīs | - |  |

#### Classifica
| Pos. | Squadra             | Pt | G  | V  | P  | SV | SP | Ratio | PF    | PS    | Ratio |
| ---- | ------------------- | -- | -- | -- | -- | -- | -- | ----- | ----- | ----- | ----- |
| 7.   | Pīgasos Polichnīs   | 31 | 23 | 12 | 11 | 38 | 48 | 0,792 | 1 865 | 1 947 | 0,958 |
| 8.   | Athlos Orestiadas   | 23 | 23 | 7  | 16 | 32 | 53 | 0,604 | 1 800 | 1 918 | 0,938 |
| 9.   | OFĪ Creta           | 18 | 23 | 6  | 17 | 25 | 52 | 0,481 | 1 595 | 1 812 | 0,880 |
| 10.  | Aristotelīs Skydras | 5  | 23 | 1  | 22 | 13 | 68 | 0,191 | 1 587 | 1 955 | 0,812 |

      Retrocessa in Pre League.

## Premi individuali
| Premio                     | Nome                  | Squadra       |
| -------------------------- | --------------------- | ------------- |
| MVP                        | Alen Pajenk           | Olympiakos    |
| Miglior palleggiatore      | Dragan Travica        | Olympiakos    |
| Miglior opposto            | Tonček Štern          | Olympiakos    |
| Miglior schiacciatore      | Salvador Hidalgo      | Olympiakos    |
| Miglior schiacciatore      | Jiří Kovář            | Panathīnaïkos |
| Miglior centrale           | Alen Pajenk           | Olympiakos    |
| Miglior centrale           | Maksim Shkredau       | PAOK          |
| Miglior libero             | Menelaos Kokkinakīs   | PAOK          |
| Miglior giocatore Under-20 | Alexandros Nanopoulos | Milōn         |
| Miglior allenatore         | Alberto Giuliani      | Olympiakos    |

## Classifica finale
| Pos | Squadra             | Qualificazione           |
| --- | ------------------- | ------------------------ |
|     | Olympiakos          | Champions League 2023-24 |
| 2   | PAOK                | Coppa CEV 2023-24        |
| 3   | Panathīnaïkos       | Challenge Cup 2023-24    |
| 4   | Milōn               | Coppa CEV 2023-24        |
| 5   | Kīfisia             | Challenge Cup 2023-24    |
| 6   | Foinikas Syro       |                          |
| 7   | Pīgasos Polichnīs   | BVA Cup 2023             |
| 8   | Athlos Orestiadas   |                          |
| 9   | OFĪ Creta           | Pre League 2023-24       |
| 10  | Aristotelīs Skydras | Pre League 2023-24       |